# Francisco Maldonado da Silva
Francisco Maldonado da Silva o Eliahu Hanazir (San Miguel de Tucumán, 1592-Lima, 1639) fue un médico que pasó su vida entre los actuales Argentina, Chile y Perú. De condición cristiana nueva, fue acusado de judaizante y hereje por la Inquisición, condenado y ejecutado en hoguera en Perú.

## Biografía
Maldonado da Silva nació en San Miguel de Tucumán. Provenía de una familia judeoconversa de Portugal, es decir, cristianos nuevos que mantenían el judaísmo en secreto. Tanto su padre, Diego Nuñez da Silva, también médico, como su hermano mayor Diego Maldonado da Silva, habían sido llevados ante el tribunal de la Inquisición por sus prácticas criptojudías.
Estudió medicina en la Real Universidad Pontificia San Marcos de Lima donde se tituló como médico para luego ejercer su profesión en la ciudad chilena de Penco, siendo considerado como el primer médico de la ciudad y en donde se erigió un monolito en su memoria.
Sobre la base de las acusaciones formuladas incluso por miembros de su familia que declaraban que Francisco observaba los rituales judíos, entre ellos el Shabat y festividades como Yom Kipur, Francisco Maldonado Da Silva fue apresado de noche, llevado a Lima y encarcelado en una celda del convento de Santo Domingo el 29 de abril de 1627, permaneciendo bajo proceso por seis años.
Durante el juicio sorprendió a los inquisidores con su erudición judaica recitando de memoria capítulos enteros de la Torá y de los Salmos. Fue sometido a intensas torturas, sin lograr su abjuración. Se le condenó a ser quemado vivo en la hoguera, sentencia que se cumplió junto a la de otros nueve condenados en un auto de fe que tuvo lugar en Lima el día 13 de enero de 1639.

## Novela histórica
Francisco da Silva es el protagonista de dos novelas históricas: La Gesta del Marrano (1991) del escritor argentino Marcos Aguinis, y Camisa limpia (1989), del chileno Guillermo Blanco.